# Vanovice
Vanovice (in tedesco Wanowitz) è un comune della Repubblica Ceca facente parte del distretto di Blansko, in Moravia Meridionale.